# Abbaye d'Alpirsbach

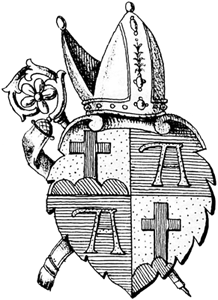
Armoiries de l'abbaye.

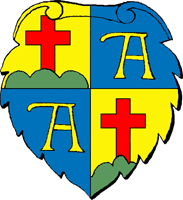
Écusson de l'abbaye en couleurs.

L’abbaye d’Alpirsbach est une ancienne abbaye bénédictine allemande, de style roman, avec un cloître de style gothique. Elle a été consacrée le 16 janvier 1095 par l’évêque de Constance Gebhard III.

## Histoire

### Fondation
Dans le cadre de la réforme grégorienne, des moines venus de l’abbaye Saint-Blaise s'établirent en 1095 dans cette partie de la Forêt Noire. Le noyau primitif de l'abbaye dut être un predium, concession accordée aux frères dans le cadre du défrichement du pays au haut Moyen Âge. Ces terres s'étendaient du Nord au sud d'Ehlenbogen à Schenkenzell, et d'est en ouest de la vallée du ruisseau de Wolfbach à la vallée du Heimbach. Ses protecteurs furent les comtes Alwik von Sulz, Adalbert de Zollern et le baron Ruodman von Hausen de Neckarhausen ; elle fut consacrée par l'évêque de Constance le 16 janvier 1095. Ce même évêque, ainsi que l’abbé de Saint-Blaise, Uton Ier, accordèrent aux frères le droit de libre élection de leur propre abbé, ainsi que la propriété et jouissance exclusive de leur domaine. Ainsi le premier abbé fut le frère Cunon de Saint-Blaise. Dès 1099, l’évêque de Constance y consacrait le premier oratoire en pierre. En 1101, l'abbaye reçut la protection du pape Pascal II, confirmée par l’empereur Henri V en 1123. En 1128, l'église fut elle-même consacrée par l'évêque Ulrich II de Constance.
Au cours de ces premières décennies, l'autorité morale de l’Abbaye de Hirsau s'imposa à la confrérie, dont les abbés venaient de Hirsau.

### Développement de la congrégation
Par la suite, la plupart des abbés se recrutèrent dans la petite noblesse locale. Les terres furent divisées en prébendes, et au sein de la confrérie, tandis que les valeurs et le mode de vie aristocratique s'imposaient. L'abbaye connut son apogée au XIVe siècle, sous l'autorité des abbés Walter et Brun de Schenkenberg. Certains nouveaux édifices du domaine étaient affermés.
Les sources mentionnent en 1293 une charge d’instituteur (rector puerorum) qui suppose l'existence d'une école. En 1341, le monastère franciscain de Kniebis devint un Prieuré d’Alpirsbach.
La fonction de bailliage, accordée à l'origine à l'abbaye par les seigneurs de Zollern, passa aux mains des ducs de Teck et d’Urslingen avant d'échoir aux comtes de Wurtemberg. Ces derniers firent refleurir l'abbaye et rétablir dans la confrérie une observance plus stricte de la règle.
Le XVe siècle vit s'élever une querelle entre partisans et opposants d'une application stricte de la réforme clunisienne, qui conduisit à la désintégration de la communauté entre 1451 et 1455. Quelque vingt années plus tard, un nouvel abbé, Georg Schwarz, reconstitua la communauté avec des frères de l’abbaye de Wiblingen, de l’Observance de Melk, et l'abbaye embrassa en 1471 officiellement les principes de la Réforme de Melk, malgré les protestations des moines de la première confrérie d'avant 1450.
L’abbé Hieronymus Hulzing (1479–1495), considéré comme le « refondateur » (secundus fundator) de l’abbaye, lui rattacha la congrégation de Bursfelde (1482). Le retour à la règle ramena la prospérité de l'abbaye, et le domaine s'enrichit de nouveaux édifices, avec notamment la reconstruction de la clôture religieuse, de l'église (fin du XVe siècle), enfin la construction de la chapelle Sainte-Marie (début du XVIe siècle).

### L'abbaye et la Réforme
Les bouleversements du XVIe siècle, avec la Révolte des paysans et la Réforme, affectèrent l'abbaye de manière décisive. En 1522, sous la direction de l'abbé Alexius Borrenfurer, le futur grand réformateur du Wurtemberg, Ambrosius Blarer, fut nommé prieur de la confrérie. Une fois reconquis son duché, Ulrich VI de Wurtemberg réforma l’abbaye en 1534, et la sécularisa en 1535. Le nouvel abbé, Ulrich Hamma, ne pouvait s’y opposer et se démit de ses fonctions. 
Mais avec l’Intérim d'Augsbourg (1548–1555), le duché dut restituer le domaine à la congrégation et son abbé, le père Jakob Hochreutiner, pour commémorer l'événement, fit rehausser l'église d’un clocher et d’un pignon à échelons. Seulement dès 1555, les négociations de la Paix d'Augsbourg stipulaient la conversion de l'abbaye d'Alpirsbach en temple protestant. Le duc Christophe établit en 1556 une école biblique à Alpirsbach, ainsi que dans les treize autres monastères d'hommes du duché ; mais dès 1595, celle-ci fusionna avec l'école biblique d’Adelberg.
L’Édit de Restitution (1629–1631, puis 1634–1648), au cours de la guerre de Trente Ans, permit à l'abbaye d’accueillir une nouvelle congrégation, cette fois avec des moines venus d’Ochsenhausen. Puis à l'issue des Traités de Westphalie (1648), Alpirsbach fut définitivement annexeée au duché de Wurtemberg et fut de nouveau administrée comme une institution religieuse. En 1649 on rasa l'église des laïcs. Un « prélat » prit la place de l’abbé catholique ; il siégeait au parlement ducal (Landtag), et bénéficiait de la collaboration d'un administrateur. Sous l'ère napoléonienne (1807–1811), le domaine, jusqu'alors géré de manière autonome, fut intégré purement et simplement au patrimoine du Royaume de Wurtemberg, et son administration fut rattaché à Oberndorf am Neckar. Alpirsbach perdit par là-même son statut de tribunal local.

### Destination actuelle
L’abbaye d’Alpirsbach est aujourd'hui ouverte aux visiteurs. Elles compte au nombre des monuments régionaux et est gérée par l'association Staatliche Schlösser und Gärten Baden-Württemberg. L'église est mise à disposition des fidèles luthériens de l'´Église protestante en Pays de Wurtemberg ; les paroissiens catholiques disposent d'une salle de l'aile sud qu'ils utilisent comme chapelle.

## Aspects patrimoniaux

### Le domaine abbatial
Le domaine foncier primitif de l'abbaye était initialement relativement groupé autour du village d’Alpirsbach et ne s'agrandit guère par la suite : on retrouve trace de granges à Haigerloch, Oberndorf, Rottweil et Sulz. Le domaine était géré comme une seigneurie, puis à la fin du Moyen Âge fut divisé en prébendes. Comme à la fin du XVe siècle l'abbaye était même fortement endettée, on révisa les accords commerciaux passés ce qui permit le rétablissement de la congrégation.
Le bailliage abbatial exerçait les charges de haute et basse justice. Les vidames héréditaires furent d'abord les comtes de Zollern, puis vers le milieu du XIIIe siècle les ducs de Teck, et (sans doute vers la fin du XIVe siècle) les comtes de Wurtemberg. Ces derniers exigèrent de la congrégation un retour aux canons clunisiens. La sécularisation et la Réforme (1535) signifièrent la fin de l'institution catholique.

### Architecture clunisienne

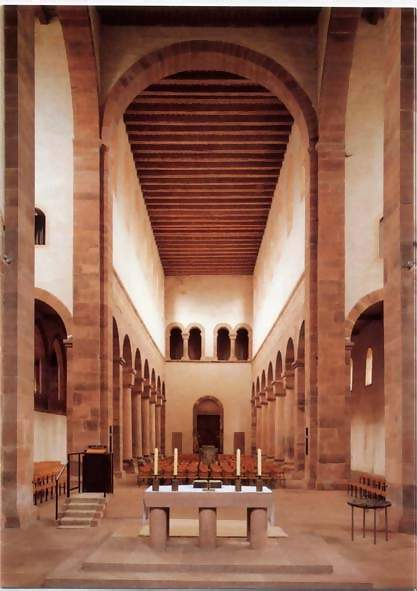
L’aile ouest vue de l’intérieur.

Au simple cloître avec un oratoire en charpente (1095) succéda bientôt une église en pierre (1099), puis une basilique à trois nefs au toit en terrasse avec transept, chœur et absides (1125–1133), qui fut consacrée en 1130 par Saint Nicolas.
Le plan de l'abbaye s'inspire du schéma-type des couvents bénédictins, tout en manifestant les traits caractéristiques de la  réforme clunisienne : style roman archaïsant, simplicité et lisibilité du plan au sol, prédilection pour le développement des surfaces unies à l'intérieur comme à l'extérieur, abandon des concepts de double-chœur, de crypte et de croisée d'ogive, décoration fruste. Les canons en remontaient à la basilique de Cluny (Cluny II, consacrée en 981).
La révision de la liturgie avait relégué à un rôle mineur la vénération des saints. Chaque prêtre devait quotidiennement lire la messe – et devait pour cela traverser l'église par les allées réservées aux prêtres. Les principes de la Réforme de Cluny transparaissent dans l'ordonnance de toutes les églises affiliées, avec une séparation claire des rôles au sein du couvent. On distingue ainsi trois espaces réservés chacun à une fonction pendant les offices :
1. L’autel, appelé « chœur » par les censeurs clunisiens, était exclusivement réservé aux officiants. Outre le maître-autel, il y a un autel dans chacune des trois niches de l'abside principale de cet édifice massif, et un autre autel surélevé, qui est une des particularités d'Alpirsbach. La multiplication des autels dans l'abside principale s'explique par les canons clunisiens, qui stipulent que certaines messes, par ex. les requiems, ne doivent pas être célébrées sur le maître-autel.
2. À la croisée du transept, le grand chœur (chorus major), marquait l'espace réservé aux choristes.
3. Suivait le petit chœur (chorus minor), dans la travée est de la nef, marqué par une colonnade (opposée aux autres colonnes) et séparée de la nef par une tribune de bois où les moines malades, blessés ou particulièrement âgés pouvaient s’asseoir pour assister à l’office. Les ailes du transept étaient réservées aux frères convers.

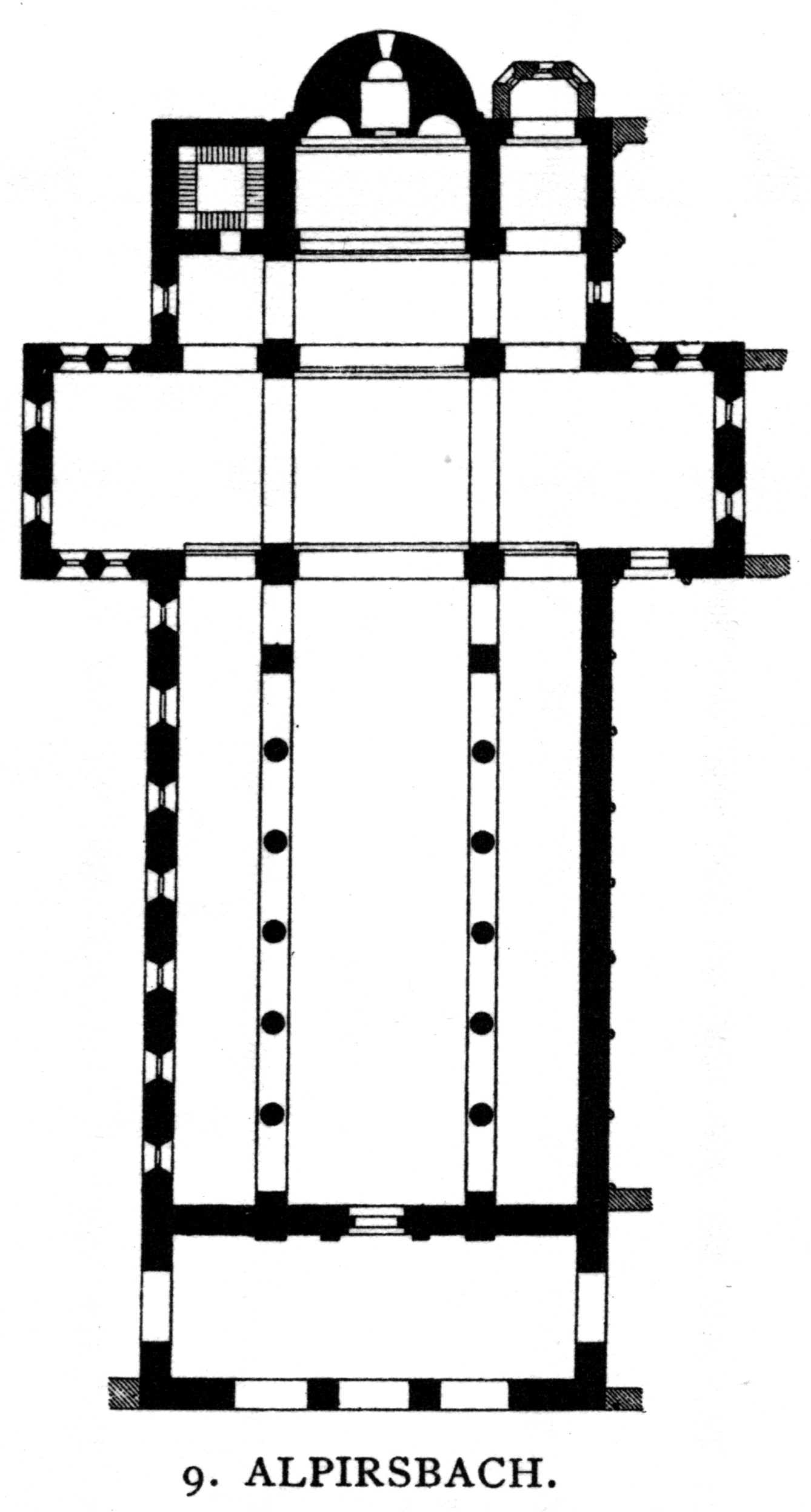
Plan de l'église

Les tours se dressent à l'extrémité est du transept, et viennent flanquer le sanctuaire (tradition souabe), marquant une séparation entre l'espace liturgique et le recueillement. Les autels en niches de l’abside intermédiaire, fermée en demi-lune (comme à Hirsau) sont surmontées par une manière de tribune supportant un quatrième autel, à l'ouest du narthex couvert en terrasse. La hauteur sous voûte inhabituelle de l'espace intérieur correspond à l'augmentation des proportions typique des premières décennies du gothique, au début du XIIe siècle. Les chapiteaux cubiques hors de proportion rappellent la dilection des artistes souabes pour les formes biscornues.
L'église, orientée est-ouest, se rattache aux édifices conventuels. La salle capitulaire remonte au XIIe siècle, le cloître et la clôture religieuse furent édifiés entre 1480 et 1495. À l'est, on trouve le dortoir et les cellules à l'étage, ainsi que les salles réservées au travail et au repos des moines. Au sud, l'édifice se termine par le « chauffoir » (calefactorium ; cf. Ordre cistercien) ainsi que le réfectoire et les cuisines. L'ouest abrite les magasins et la cave ainsi que le parloir à l'étage de la porte principale (Pforte).
Au XVe siècle, l'aile est de la clôture religieuse s'enrichit de nouveaux édifices. Le dortoir fut compartimenté en cellules individuelles. Le cloître gagna un étage, de façon à y créer de nouvelles cellules. Un nouveau réfectoire fut implanté au sud.
Les éléments architecturaux préservés intacts sont le tympan du portail ouest (XIIe siècle), des sculptures médiévales, quelques chapiteaux et embases de colonnes, un reliquaire (vers 1520) et les épitaphes des abbés (parmi d’autres).

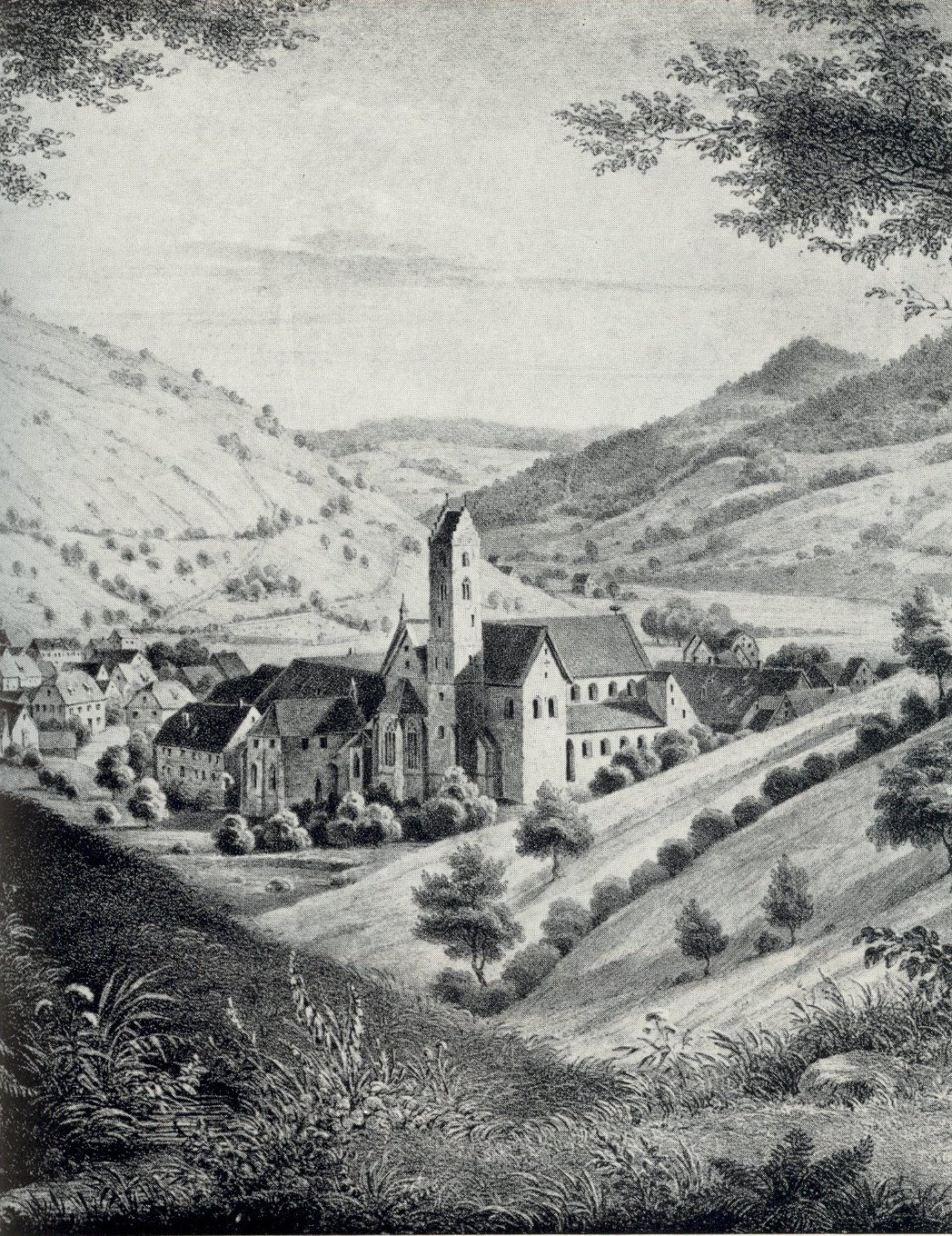
L'abbaye dessinée en 1839.

### Le grand orgue

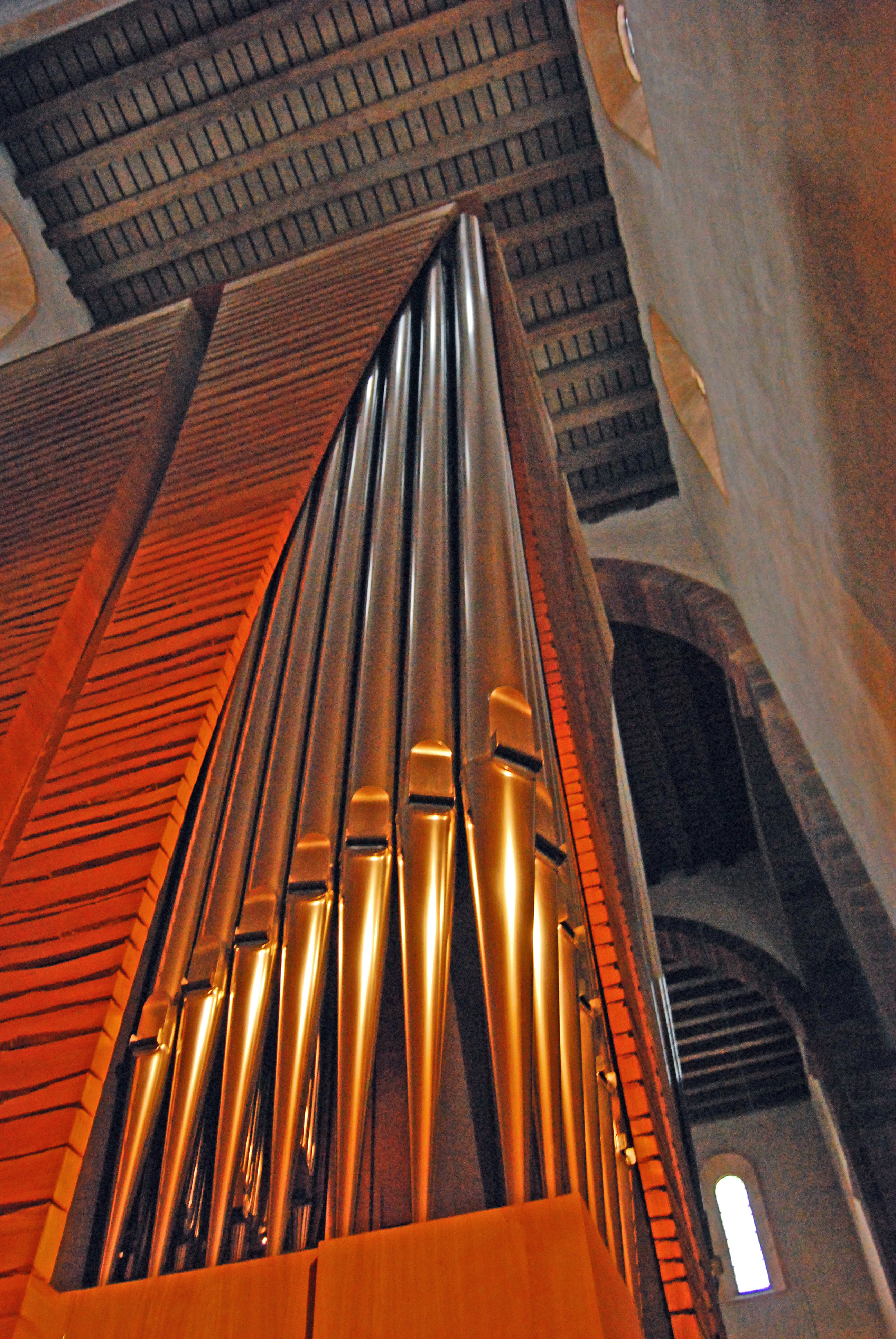
Gros plan sur l’orgue.

Les orgues de la chapelle furent réalisées en 2008 par le facteur Claudius Winterhalter. L’instrument comporte 35 registres avec trois claviers et pédale. Les sons du second clavier (jeu solo) sont générés par jumelage de timbres du jeu principal. La présence du timbre "flûte des Alpes" dans le jeu principal en tant que registre horizontal est surprenante. La pédale donne accès à quatre registres supplémentairesister. De façon remarquable, l'instrument peut être translaté jusqu'au milieu de l'église.
| Ier jeu Do–a3 |                 |       |
| 1.            | Grande flûte    | 16‘   |
| 2.            | Principal       | 8‘    |
| 3.            | Flûte des Alpes | 8‘    |
| 4.            | Viole           | 8‘    |
| 5.            | Rohrflöte       | 8‘    |
| 6.            | Octave          | 4‘    |
| 7.            | Fugara          | 4‘    |
| 8.            | Flûte           | 4‘    |
| 9.            | Nasard          | 2/3‘  |
| 10.           | Superoctave     | 2‘    |
| 11.           | Flûte des bois  | 2‘    |
| 12.           | Tierce          | 13/5‘ |
| 13.           | Mixtur major V  | 2‘    |
| 14.           | Mixtur minor IV | 1‘    |
| 15.           | Trompette       | 8‘    |
|               | Tremulant       |       |

| II jeu solo Do–a3 |                 |       |
| 4.                | Viole           | 8‘    |
| 5.                | Flûte de roseau | 8‘    |
| 7.                | Fugara          | 4‘    |
| 8.                | Flûte           | 4‘    |
| 9.                | Nasard          | 2/3‘  |
| 10.               | Superoctave     | 2‘    |
| 11.               | flûte des bois  | 2‘    |
| 12.               | Tierce          | 13/5‘ |
| 14.               | Mixtur minor IV | 1‘    |
|                   | Tremulant       |       |

| III jeu expressif Do–a3 |                   |      |
| 16.                     | Quintaton         | 16‘  |
| 17.                     | Premier violon    | 8‘   |
| 18.                     | Doppelgedeckt     | 8‘   |
| 19.                     | Viole de gambe    | 8‘   |
| 20.                     | Voix céleste      | 8‘   |
| 21.                     | Principal         | 4‘   |
| 22.                     | flûte traversière | 4‘   |
| 23.                     | Flageolet         | 2‘   |
| 24.                     | Cornet III        | 2/3‘ |
| 25.                     | Trompette         | 8‘   |
| 26.                     | Hautbois          | 8‘   |
| 27.                     | Clairon           | 4‘   |

| Pédale Do–f1 |                            |     |
| 28.          | Untersatz (ext. Nr. 29)    | 32‘ |
| 29.          | Subbass                    | 16‘ |
| 30.          | Contrebasse                | 16‘ |
| 31.          | Violonbass (ext. Nr. 30)   | 8‘  |
| 32.          | Octave-basse               | 8‘  |
| 33.          | Basse-octave (ext. Nr. 32) | 4‘  |
| 34.          | trombone                   | 16‘ |
| 35.          | Trompette (ext. Nr. 34)    | 8‘  |

- Accouplement: II/I, III/I, III/II, I/P, II/P, III/P, II 16'/II, II 4'/P